# André Breton

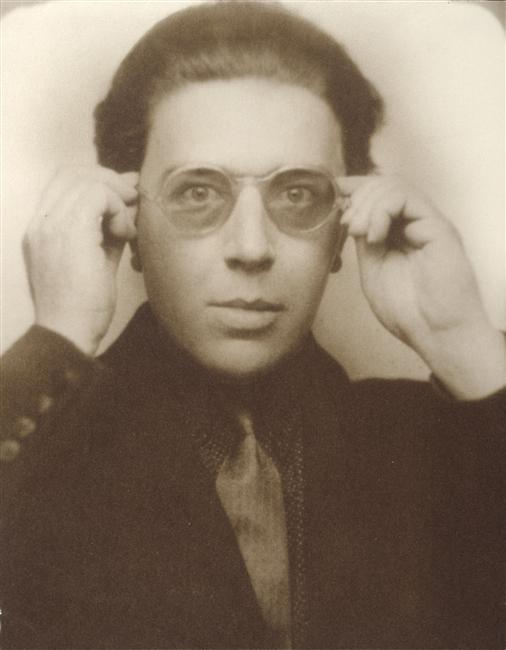
André Breton 1924-ben

André Breton (Tinchebray, Orne, 1896. február 19. – Párizs, 1966. szeptember 28.) francia író, esztéta.
A Dada mozgalmában való részvétele után látott hozzá a lázadás „pozitív” módjának kialakításához, szürrealista kísérletéhez. Ő volt a szürrealista mozgalom megalapítója, teoretikusa.

## Életpályája
Kora ifjúságától kezdve vonzódott a művészetek felé. Versírással kezdte. Majd beiratkozott az orvostudományi egyetem pszichiátriai szakára, de diplomát nem szerzett. Az első világháború idején katonai kórházakban teljesített szolgálatot, ahol pszichoanalitikus kísérleteket végzett. Ekkor ismerkedett meg Jacques Vachéval, akinek minden hivatalos művészeti irányzatot tagadó, antiszociális magatartása nagy hatással volt rá. 
1919-ben Párizsban, miután megismerkedett Louis Aragonnal és Philippe Soupault-val közösen megalapították a Littérature című folyóiratot. 1924-ben újabb folyóiratot indított el a Revue surréaliste-ot, ahol megjelentette a Szürrealizmus kiáltványa című írását. 1927-1935 közt tagja lett a Francia Kommunista Pártnak. A sztálini módszerek hatása miatt azonban szakított a párttal, és a szürrealista költészet másik nagy egyéniségével, addigi barátjával, Aragonnal, aki támogatta, igazolni próbálta a szovjet politikát. Egyedül a száműzött Trockijjal tartott kapcsolatot, akivel 1938-ban létrehozták a Független Forradalmi Művészet Szövetségét. 
A német megszállás után elhagyta Franciaországot, és az Amerikai Egyesült Államokba emigrált. Ott egyre inkább az okkultizmus, az ezoterika, a mágia, a középkori misztikusok munkái felé fordult. 1946-ban hazatért, ahol újra a fiatal szürrealista nemzedék első számú vezéregyénisége lett. 1959-ben Spanyolországba utazott, ahol kiállításokat rendezett, például Salvador Dalí munkáiból. 1966-ban halt meg, halála után felesége közbenjárására párizsi otthonát művészeti kutatóközponttá alakították.
A szürealizmus a léleknek olyan zavartalan önműködése (tiszta automatizmus), melynek célja szóban, írásban vagy bármi más módon kifejezni a gondolkodás valódi működését.
Tollba mondott gondolat, függetlenül az értelem bármiféle ellenőrzésétől, s minden esztétikai vagy erkölcsi törekvéstől.

## Művei
A szürrealizmust megalapozó kötetei A mágneses mezők (1921) Philippe Soupault-val írt prózaverskötete, és a gondolat valódi működésének kifejezését, a tiszta lélektani automatizmust hirdető kiáltványai, A szürrealizmus manifesztuma (1924) és a Független forradalmi művészetért (1924). A Mágikus művészet (1957) című könyve nézeteinek végső összefoglalása.
Magyar irodalmi visszhangja és hatása megkésett volt, bár a Nyugat már megjelenésekor ismertette a Nadja-t. A regény csak évtizedek múltán jelent meg magyar nyelven Lackfi János fordításában. Több versét lefordította Weöres Sándor és Illyés Gyula, később Parancs János. Magyarul elsőként Illyés Gyula írt róla hosszabb emlékezést.

## Szépírói munkái
- Nadja, regény
- Közlekedő edények, esszé
- Őrült szerelem, verseskötet

### Magyarul
- A modern fejlődés jellemzői és ami hozzájárul; ford. Bajomi Lázár Endre; inː Ima az Akropoliszon. A francia esszé klasszikusai; vál., előszó, tan. Gyergyai Albert, jegyz. Somló Vera, Szávai János; Európa, Bp., 1977
- A mágneses mezők André Breton és Philippe Soupault válogatott versei Parancs János; Magvető, Bp., 1984
- Oldható hal; ford. Bakucz József, jegyz., ill. Bakucz József; Orpheusz Könyvek, Bp., 1997
- Nadja; ford. Lackfi János, utószó Karafiáth Judit; Maecenas, Bp., 1997 (Maecenas kiskönyvtár)
- Dalí közelről. Rajzok, feljegyzések és gondolatváltások kortárs alkotók között; szöveg André Breton et al., előszó Montse Aguer, összeáll. Joan Tarrida, Nilda Echarri, ford. Pávai Patak Márta; Helikon–Fundació Gala-Salvador Dalí, Bp.–Figueres, 2004

## Szakirodalom
- Michel Carrouges: A.B.
- Sarane Alexandrian: André Breton par lui-même (1971)
- Marguerite Bonnet: A.B., naissance du surréalisme (1975)
- Henri Béhar: André Breton (1990)

### Magyar nyelven
- Illyés Gyula: André Breton
- Bikácsy Gergely: André Breton (in: A francia irodalom a 20. században (szerk.: Köpeczi Béla, Gondolat Kk., Bp., 1974)
- Zemplényi Ferenc: A korai szürrealista regény (Akadémiai Kiadó)